# Часть чего-то большего
«Часть чего-то большего» — второй студийный альбом украинской группы «Валентин Стрыкало», вышедший 20 октября 2013 года.
Премьера «Часть чего-то большего» состоялась 20 октября 2013 года на трёх крупнейших российских электронных площадках: iTunes, «Яндекс. Музыка» и Trava.ru. В поддержку альбома был запущен одноимённый концертный тур по городам России, в том числе презентации 20 октября в Санкт-Петербурге и 27 октября в Москве.
В поддержку альбома вышло два клипа: «Знаешь, Таня» и «Космос нас ждет».
Юрий Каплан об альбоме:

Как и на первой пластинке, юмора будет предостаточно,
разница лишь в том, что он будет более завуалированным. Ведь каждый любит вуаль.— Официальный сайт группы Валентин Стрыкало

## Список композиций
| №   | Название                         | Длительность |
| --- | -------------------------------- | ------------ |
| 1.  | «Самый лучший друг»              | 2:45         |
| 2.  | «Офисный стиляга»                | 2:13         |
| 3.  | «Все мои друзья»                 | 2:40         |
| 4.  | «Знаешь, Таня»                   | 4:33         |
| 5.  | «Космос нас ждёт»                | 3:22         |
| 6.  | «Кладбище самолётов»             | 5:52         |
| 7.  | «Ты не такая»                    | 3:57         |
| 8.  | «Танцы»                          | 2:58         |
| 9.  | «Ебашь, Альбина»                 | 2:46         |
| 10. | «Преждевременное семяизвержение» | 4:49         |
| 11. | «Сега-винтовар»                  | 2:32         |
| 12. | «Я стараюсь быть лучше»          | 5:26         |
| 13. | «Взрослые травмы»                | 2:48         |
| 14. | «Улица Сталеваров»               | 4:18         |

## Участники записи
Группа «Валентин Стрыкало»:
- Юрий Каплан — вокал, гитара, клавишные
- Андрей Тропешко — гитара
- Евгений Ильин — бас-гитара
- Антон Щелконогов — барабаны
- Денис Абраменко — звукорежиссура, сведение

Записано на студиях «Звукоцех» и «Bobina Records».